# Sebastian Armbruster

Werbung von S. Armbruster (1906/07)

Sebastian Armbruster war ein Wiener Unternehmen für Kutschen und Automobilkarosserien. Das Unternehmen war ein k.u.k. Hoflieferant.

## Geschichte

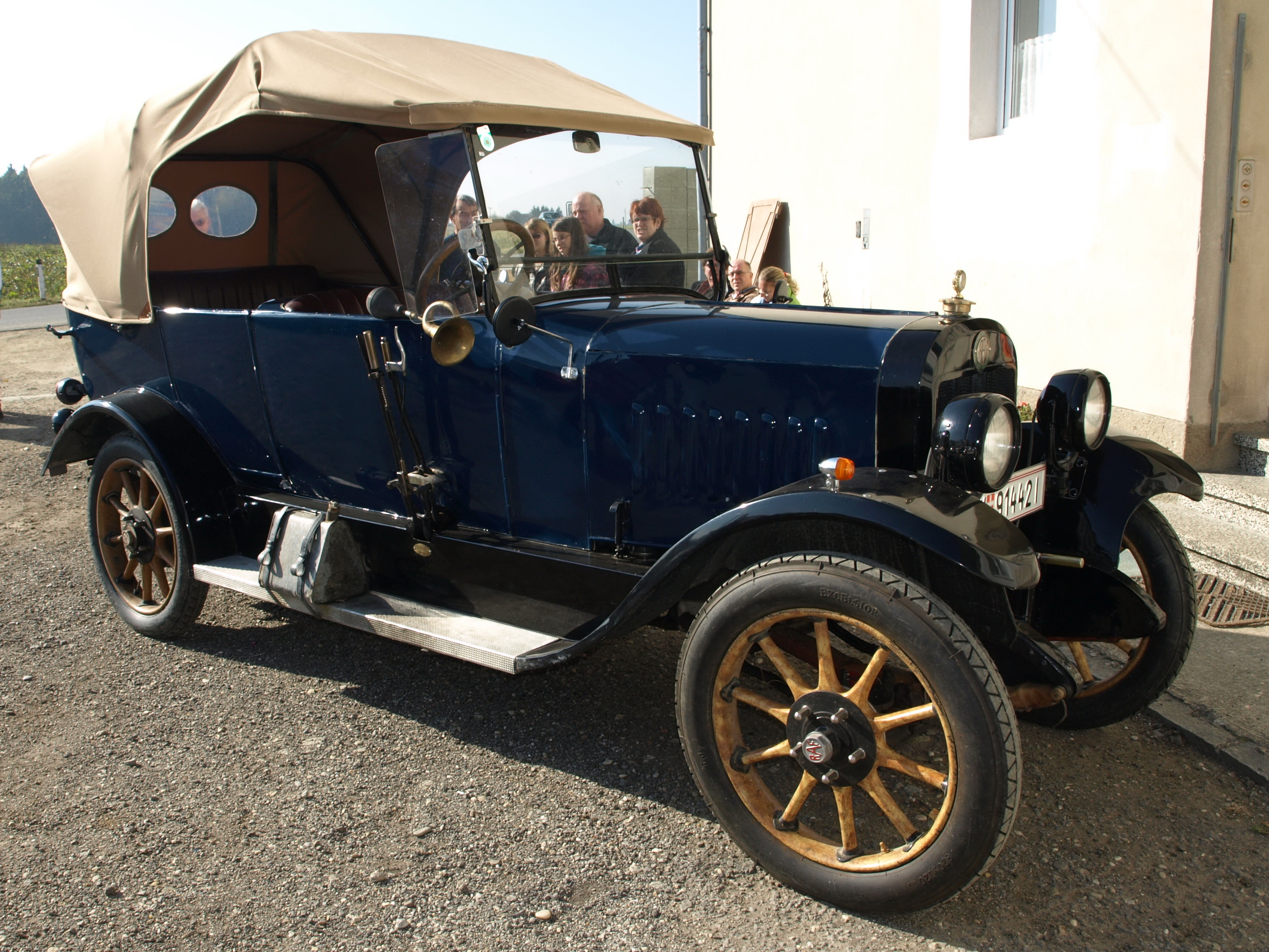
Ein RAF von 1913 mit Armbruster-Karosserie

1858 beteiligte sich Sebastian Armbruster (1825–1889) an der Wagenfabrik seines Schwiegervaters Leopold Will in der Porzellangasse 4–6 im 9. Bezirk Alsergrund. Durch seinen geschäftlichen Spürsinn und die qualitativen Produkte wurde das Unternehmen schnell erfolgreich und erhielt mehrfach internationale Auszeichnungen. Die Firma Armbruster wurde eines der führenden Unternehmen für Kutschenbau in der k. u. k. Monarchie. 1876 lieferte Armbruster erstmals an den kaiserlichen Hofmarstall und erhielt noch im selben Jahr den Hoflieferantentitel. Seither bezeichnete er sich als „K. k. Hofwagenfabrikant S. Armbruster“.
Nach dem Tod Sebastian Armbrusters 1889 übernahm seinen Sohn Anton (1852–1926) das Unternehmen. Er beantragte und erhielt 1891 ebenfalls den k.u.k. Hoflieferantentitel. Mit seinem Bruder Carl (1864–1952) teilte er sich von nun an die Unternehmensleitung. 1897/98 wurde ein palaisartiger Neubau der Fabrik zwischen Müllnergasse und Porzellangasse veranlasst. Armbruster war während der Regierungszeit Kaiser Franz Josephs I. neben Carl Marius, Anton Czerny, J. Rohrbacher und Jakob Lohner & Comp. die vom Wiener Hof bevorzugte Wagenfabrik. Ab ungefähr 1910 stellte Armbruster auch Automobilkarosserien her, u. a. für die Automobile des Kaiserhauses. Das Unternehmen belieferte den Wiener Hof bis zum Zusammenbruch der Monarchie im Jahr 1918 mit Fahrzeugen. S. Armbruster war auch königlich griechischer Hoflieferant.
Das Unternehmen musste 1932 Konkurs anmelden. Zu den letzten Erzeugnissen zählen Karosserien für den Austro Daimler Bergmeister.

## Erhaltener Fuhrpark

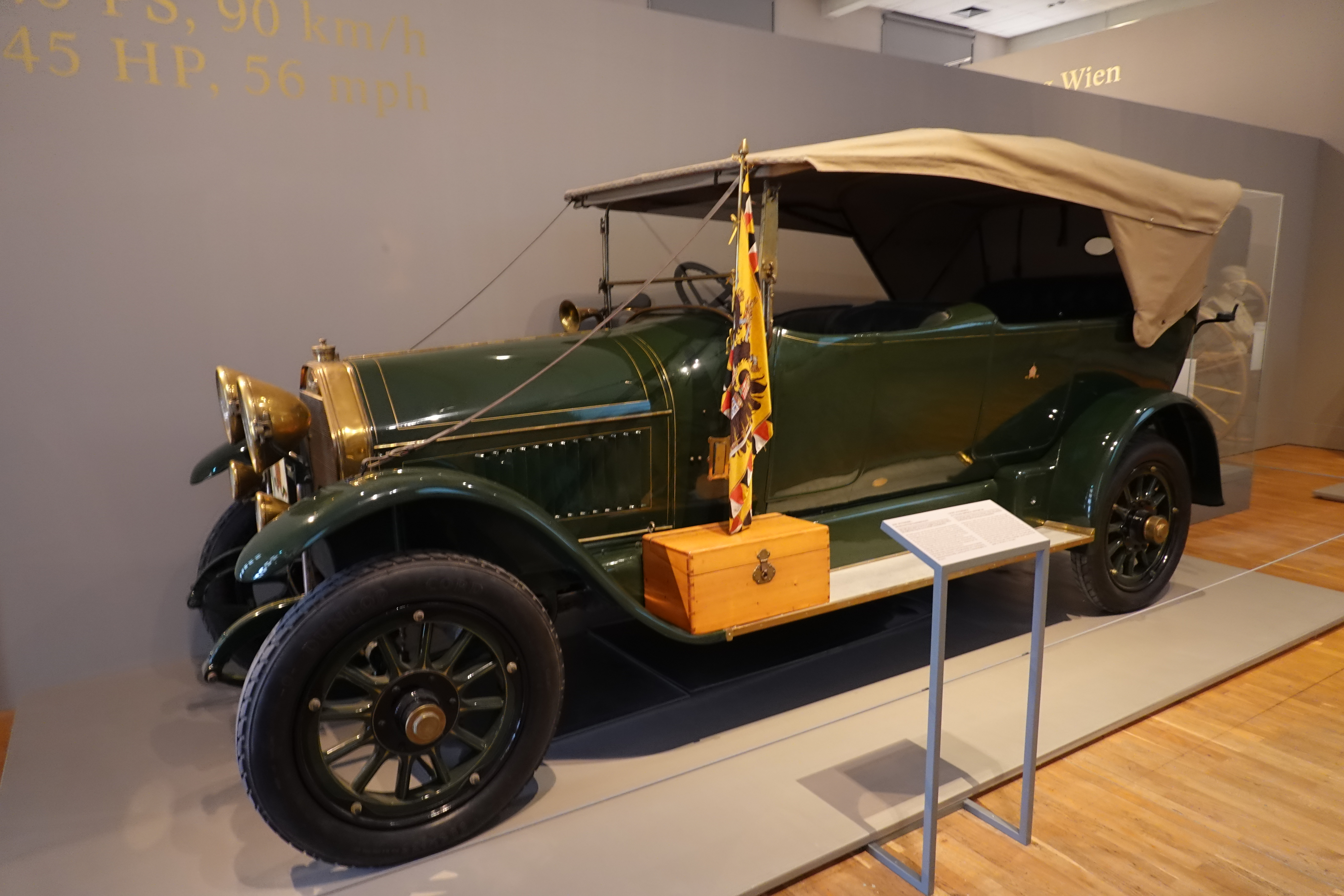
Gräf & Stift des Kaisers von 1914

Die Wagenburg im Schloss Schönbrunn besitzt heute 14 Fahrzeuge von Armbruster. Dazu zählen unter anderem:
- der große gefederte Jagd-Schlitten des Wiener Hofes mit Laternen von 1897
- der Kinder-Ponny-Tonneau von 1896
- die Charrette
- der gummibereifte Leib-Kutschier-Phaeton von Erzherzog Karl von 1900
- der fahrbare geschlossene Tragsessel auf Rädern der Fürsten Thurn und Taxis von 1905 bis 1906
- die Doppelphaeton-Wechselkarosserie des kaiserlichen Gräf & Stift-Automobils von 1914
- der Damen-Kutschierwagen („Duc“) der Kaiserin Zita von 1917